# Medicinmannen (TV-serie)
Medicinmannen är en svensk TV-serie från 2005 med Mikael Persbrandt och Nina Gunke i huvudrollerna. Serien hade premiär den 25 september 2005 i TV4.
Det första avsnittet sågs av ungefär 1,9 miljoner tittare.

## Handling
Martin Holst är VD för läkemedelsföretaget Holst Medicals. Precis innan lanseringen av ett nytt antidepressivt läkemedel, Zylomin, som ska göra företaget till ett av de stora sker ett inbrott i det viktiga forskningslaboratoriet. Det ser ut som ett inbrott gjort av djurrättsaktivister men Holst märker att en låda med pallumite, en viktig beståndsdel i Zylomin, har försvunnit.
Kort därefter kidnappas deras son Jonas från hemmet. Istället för att vända sig till polisen får företagets säkerhetsansvarige Lennart Rask ta hand om saken. Sonen lyckas ringa dem från en mobil och Martin Holst, Anna Holst och Rask ger sig ut till en ö i Stockholms skärgård. Kidnapparna, John och Allan, finns i en stuga, bråk utbryter, Rask blir skjuten och Martin Holst inlåst medan kidnapparna flyr med Jonas och Anna.
Nu måste polisen bli inblandad. Kidnapparna vill ha 2 miljoner i lösesumma. När Martin Holst tar sig till en fabrik utanför Nynäshamn med pengarna spårar polisens aktion ur och kidnapparna lyckas undkomma med Anna.
Polisen har uppgifter som tyder på att kidnapparna kan vara djurrättsaktivister. Det verkar också som att Martin Holsts dotter Tintins pojvän Björn är inblandad. För henne erkänner han att han har en låda med palliumite och han ber henne att göra sig av med lådan.
Den ene kidnapparen, Allan, blir väldigt förtjust i Anna. 
Martin Holst fortsätter att själv leta efter Anna och sonen. Han tar kontakt med journalisten Malin Leander som tror att kemisten Ron Stark är inblandad. Tillsammans beger de sig till en gård utanför Nynäshamn som Stark äger - samma gård där kidnapparna gömmer sig. Martin Holst blir neddrogad och bunden, och kidnapparna flyr. I källaren hittar polisen en död människa.
Martin Holsts farbror Alex Holst berättar att han kände Ron Stark på 1960-talet och tillsammans testade de psykedeliska droger. Under arbetet med zylomin upptäckte Alex drogen zoma, som är bättre än LSD. Ron Stark ville få ut zoma på marknaden men Alex vägrade. Senare blir Martin Holst uppringd av Ron Stark som kräver en leverans av pallumite för att släppa de kidnappade.
Martin och hans farbror Alex fyller en skåpbil med pallumite för att överlämna till kidnapparna. Kidnapparen Allan tror att Anna är förälskad i honom och låtsas bara döda Anna när John beordrar honom till det. När John upptäcker att Allan är opålitlig blir Allan dödad framför ögonen på Anna. Hon lyckas rymma och tar sig till polisen. Utväxlingen äger rum i en gammal fabrik. Plötsligt dyker polisen upp och serien slutar med att en av kidnapparna dödas och en lyckas undkomma i helikopter.

## Skådespelare
- Mikael Persbrandt - Martin Holst
- Nina Gunke - Anna Holst, Martins maka
- Reine Brynolfsson - Lennart Rask, säkerhetsansvarig
- Lennart Hjulström - Alex Holst, Martins farbror
- Bjarne Henriksen - John Poulsen
- Karin Hagås - Tintin Holst, Annas dotter, Martins styvdotter
- Albert Gruziel - Jonas Holst, Martins son
- Alexandra Rapaport - Zina Zahedi
- Philip Zandén - Helmut Lanzinger
- Tova Magnusson-Norling - Malin Leander, journalist
- Simon Norrthon - Allan Olsson, kidnappare
- Kajsa Ernst - Karin Andreasson, polisens utredare
- David Boati - Björn Hagmyr, Tintins pojkvän
- Sofia Ledarp - Suzi
- Claes Ljungmark - Olof Malm